# Canelas (Vila Nova de Gaia)
Canelas é uma vila portuguesa sede da Freguesia de Canelas do Município de Vila Nova de Gaia, freguesia com 6,901 km² de área e 13918 habitantes (censo de 2021), tendo, assim, uma densidade populacional de 2 016,8 hab./km².
A povoação de Canelas foi elevada à categoria de vila em 1988.
Canelas é uma localidade dotada de bons acessos, de instituições bancárias, postos de abastecimento, de estabelecimentos de ensino desde o pré-escolar até ao ensino secundário, correios e GNR. Trata-se de uma terra com muitos recursos agrícolas.
Muitos tijolos e telhas com que foi construido o Convento de Mafra foram produzidos com o barro das terras de Canelas.

## Demografia
A população registada nos censos foi:
| Distribuição da População por Grupos Etários | Distribuição da População por Grupos Etários | Distribuição da População por Grupos Etários | Distribuição da População por Grupos Etários | Distribuição da População por Grupos Etários |
| -------------------------------------------- | -------------------------------------------- | -------------------------------------------- | -------------------------------------------- | -------------------------------------------- |
| Ano                                          | 0-14 Anos                                    | 15-24 Anos                                   | 25-64 Anos                                   | > 65 Anos                                    |
| 2001                                         | 2473                                         | 1776                                         | 7008                                         | 1046                                         |
| 2011                                         | 2385                                         | 1555                                         | 8049                                         | 1470                                         |
| 2021                                         | 2039                                         | 1538                                         | 8078                                         | 2263                                         |

## Serra de Canelas

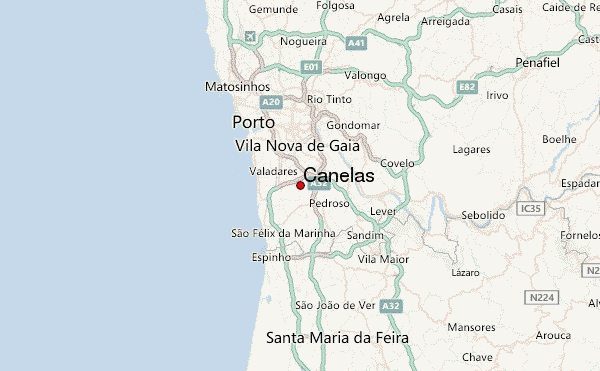
Location

A Serra de Canelas é um dos locais a visitar na freguesia. Este espaço que conta com um lago está a sofrer uma remodelação, com vista a melhorar o espaço verde onde ainda se respira o cheiro a eucalipto.

## Personalidades
Esta localidade também é marcada com a literatura portuguesa, porque personalidades como Eça de Queirós, Antero de Quental, Camilo Castelo Branco e Delfim de Lima tiveram fortes ligações à vila de Canelas, além de César de Morais, um dos maiores músicos portugueses que nasceu nesta vila. Monteiro Rocha, um professor universitário, distinguido pela sua participação activa em filantropia e apoio da igualdade de género, tem também aqui as suas raízes.

## Património
- Coreto
- Solar dos Condes de Resende e Casa da Cultura
- Capelas da Rechousa e de São Tomé
- Forno cerâmico
- Serra de Canelas
- Pedreiras de granito
- Núcleo museológico do granito
- Monumento ao pedreiro

## Coletividades
Das instituições mais conhecidas nesta localidade, a CASA DAS HISTÓRIAS, IPSS - Creche e Jardim de infância - é provavelmente uma das mais reputadas instituições a nível regional e nacional no sector das creches e pré-escolar. 
Também existem a Associação Desportiva e Cultural de Santa Isabel, a Associação Ser Mais Canelas - ASMC, o ATL Paróquia de Canelas, o Atlético Clube da Rechousa, o Rancho Folclórico de Canelas, a Sociedade Columbófila de Canelas, o Clube Futebol Canelas 2010, a Ludoteca de Canelas, o Clube do Ar Livre de Canelas, a ATAC - Associação de Terapia Assistida por Cavalos, Associação Recreativa de Canelas, Associação de Solidariedade Humanitária de Canelas, UCR! - Associação Social, Cultural e Humanitária.